# Поперечный уклон дорожного покрытия
Поперечный уклон дорожного покрытия — геометрическая особенность проектирования тротуаров, велосипедных дорожек и автомобильных дорог, необходимая для эффективного удаления воды с поверхности.
При наличии достаточного уклона, вода не задерживается на поверхности дорожного покрытия, а стекает в дренажные системы, такие как желоба или канавы.
Для наборных покрытий (булыжник, плитка) поперечный уклон должен быть не менее 5-10 % (перепад уровня 5-10 см на 1 м), для монолитных покрытий уклон должен быть не менее 3-5 % (3-5 см на 1 м). Технология устройства основания и подстилающего слоя зависит от выбранных материалов покрытия.
Соблюдение стандартов проектирования уклонов является важным фактором безопасности. Недостаточный уклон будет способствовать скапливанию осадков на поверхности дороги, что может привести к эффекту аквапланирования.

## Реализация
На прямом участке двухполосной дороги, середина может иметь более высокий уровень, а желоба по краям дороги самый низкий. Неправильно установленные бордюры могут препятствовать стоку дождевой воды с дороги в ливневую канализацию.
На поворотах, поперечный уклон дорожного покрытия может также учитывать подъем виража, тем самым облегчая усилия по повороту. В этом случае, вся плоскость покрытия наклоняется в сторону поворота и водостоки размещаются только внутри поворота.

## Преимущества
Использование поперечного уклона в качестве дренажной системы повышает безопасность автомобильного движения, в том числе сводя на нет аквапланирование, снижает количество слякоти на дорогах и, как следствие, на автомобилях. Создание поперечного уклона при укладке тротуара позволяет избежать образование луж и, тем самым, улучшить внешний вид города.

## Государственные стандарты
В России конструктивные особенности дорожного покрытия регулируются следующими государственными стандартами: ГОСТ 30412-96п.4, СНиП 2.05.02-85, СНиП 32-03-96, СНиП 2.05.11-83.
Существуют различные инструменты для измерения профиля покрытия и поперечного уклона, в их числе дорожная рейка, датчик инерционного движения (IMS) и различные программно-аппаратные комплексы.